# Willi Vordenbäumen
Willi Vordenbäumen (* 23. September 1928 in Bochum; † 3. Dezember 2015) war ein deutscher Fußballspieler und -trainer. Er absolvierte von 1950 bis 1961 in der damals erstklassigen Fußball-Oberliga West insgesamt 274 Ligaspiele und erzielte dabei 86 Tore.

## Leben
Der aus Bochum-Riemke stammende Offensivfußballer begann beim heimischen Teutonia Riemke mit dem regulären Fußballspiel. Im Jahr 1949/50 feierte er mit den Grün-Weißen die Bezirksligameisterschaft, nahm aber zur Runde 1950/51 das Angebot der Oberligarückkehrer Sportfreunde Katernberg an und wechselte nach Essen, um sich in der Oberliga West zu versuchen. Neben Spielern wie Helmut Rahn und Heinz Kubsch stürmte Willi Vordenbäumen 1950/51 für die Sportfreunde in der Oberliga West. Er debütierte im heimischen Stadion Am Lindenbruch am Starttag der Runde, dem 27. August 1950, bei einem 3:2-Sieg gegen Borussia Mönchengladbach. Kubsch hütete das Tor, Rahn stürmte auf Rechtsaußen und der Mann aus Riemke dirigierte auf Halblinks das Spiel der Sportfreunde. Am Rundenende hatte er alle 30 Spiele bestritten und 12 Tore für den Tabellenzwölften erzielt. Nach dem Abstieg in der Saison 1952/53 – Vordenbäumen hatte wiederum alle 30 Spiele absolviert und elf Tore an der Seite von Rechtsaußen Kurt Carel erzielt – folgte er zur Saison 1953/54 Helmut Rahn an die Essener Hafenstraße.
In seiner ersten Runde bei der Elf aus Bergeborbeck, 1953/54, erreichte er unter Trainer Karl Hohmann die Vizemeisterschaft im Westen. Mit seinen 16 Treffern in 28 Ligaspielen hatte er sich sofort an der Seite der Sturmkollegen Rahn, August Gottschalk, Franz Islacker und Bernhard Termath etabliert. Im zweiten Jahr bei RWE, 1954/55, gewann er unter dem neuen Trainer Fritz Szepan zuerst die Meisterschaft in der Oberliga West und danach in der Endrunde die deutsche Meisterschaft. Im Finale gegen den 1. FC Kaiserslautern konnte er durch eine Achillessehnenverletzung aber nicht teilnehmen. Als Teil der Meistermannschaft von 1954/55 absolvierte er für Rot-Weiss Essen 192 Pflichtspiele, darunter die beiden einzigen Europapokalduelle der Vereinsgeschichte, und erzielte 52 Tore. Nach dem Oberliga-Abstieg der Rot-Weissen im Jahr 1961 mit Trainer Willi Multhaup und Mitspielern wie Otto Rehhagel, Adolf Steinig, Heinz Hornig, Werner Kik und Gustav Walenciak wechselte er zu den Sportfreunden Gladbeck und absolvierte in der 2. Liga West 1961/62 nochmals 17 Ligaspiele, in denen er drei Tore für Gladbeck erzielte.
Im RWE-Buch wird von Schrepper und Wick zu Vordenbäumen festgehalten: „Sein elegantes, ideenreiches Spiel und seine herrlichen Tore begeisterten die Fans. Erst mit 67 Jahren zog er bei den Alten Herren von RWE die Fußballschuhe endgültig aus.“
Später war er Assistenztrainer bei RWE und übernahm 1969 als Nachfolger des entlassenen Kuno Klötzer die Mannschaft kurz vor der Aufstiegsrunde in die Bundesliga. Dort setzte sich die Mannschaft um Willi „Ente“ Lippens mit sechs Siegen und zwei Unentschieden durch. Seine zweite kurze Episode auf dem Trainerstuhl war weniger erfolgreich: 1970/71 wurde Trainer Herbert Burdenski nach vier Niederlagen entlassen. Vordenbäumen ersetzte ihn in den letzten vier Saisonspielen, die aber ebenso alle verloren gingen, und RWE stieg als Letzter zum zweiten Mal aus der Bundesliga ab.
Im Amateurbereich trainierte Vordenbäumen  zunächst den Tus Essen West 81, 1962/63. Es folgte als Spielertrainer der Langenberger SV (1963–69), erneut Tus Essen West 81 (1972–75) und die RWE Amateure (1975–77).
Schließlich Tusem Essen (1978–80), der SV Burgaltendorf (1980–82) und zuletzt Tusem Essen (1982–85).